# Faro de Chipiona
El faro de Chipiona es un faro de recalada que está situado en la Punta del Perro de Chipiona, Cádiz, España. Faro de primer orden, es el más alto de España, decimosexto de Europa y vigesimoprimero del mundo, midiendo 62 m sobre el terreno.

## Historia
Hay vestigios de faros más antiguos: en la Antigüedad, el faro le prestó nombre a Chipiona. Esta obra maravillosa según Estrabón, que casi la parangonaba con el mítico Faro de Alejandría, fue ordenada construir en el año 140 a. C. por el procónsul Quinto Servilio Cepión a fin de evitar a los navegantes que pretendieran remontar el río Betis los escollos de Salmedina: de ahí Turris Caepionis «Torre de Cepión», y de Caepionis, Chipiona.
Un primer proyecto sobre la piedra de Salmedina fue ideado en 1857 por Eduardo Saavedra. El proyecto final, la obra actual, fue aprobada por el entonces Ministerio de Puertos y Canales para atender el crecimiento del tráfico marítimo hacia Sevilla en 1862 por los ingenieros Jaime Font y Canuto Corroza. Su primera piedra se colocó el 30 de abril de 1863, se realizó la recepción provisional de la obra el 28 de noviembre de 1867, se encendió por primera vez el 28 de noviembre de ese mismo año, y se recepcionó de forma definitiva el 21 de junio de 1869 con un coste total de las obras de 469 323,937 escudos de oro. Desde entonces, sólo ha permanecido apagado en dos ocasiones; la primera en 1898, con motivo de la guerra contra EE. UU., por la independencia de Cuba. Los faros de la provincia de Cádiz se apagaron por miedo a una invasión. La segunda, fue en 1936, con motivo de la guerra civil, permaneciendo apagado casi tres años. Está construido por una torre ligeramente troncónica, que recuerda las columnas conmemorativas romanas. Los elementos utilizados en su construcción son sillería de arenisca y piedra ostionera.
Señala a los barcos la entrada al estuario del río Guadalquivir, el único río navegable de España. También es aprovechado como baliza por los aviones ya que es uno de los 20 faros aeromarítimos de España (su haz de luz alcanza la misma distancia en vertical que en horizontal). Desde 1998, se organizan visitas turísticas para conocer el interior del faro y en 1999 se cambió la lámpara existente por una halógena con alcance de 30 millas náuticas. Consta de tres haces luminosos a 120° que dan una revolución completa cada treinta segundos, por lo que en la distancia se ven como destellos cada diez segundos. La gestión y propiedad del mismo corresponde a la Autoridad Portuaria de Sevilla, organismo público responsable de la gestión del Puerto de Sevilla, de titularidad estatal, y de la Eurovía Guadalquivir (E-60.02).

## Galería de imágenes

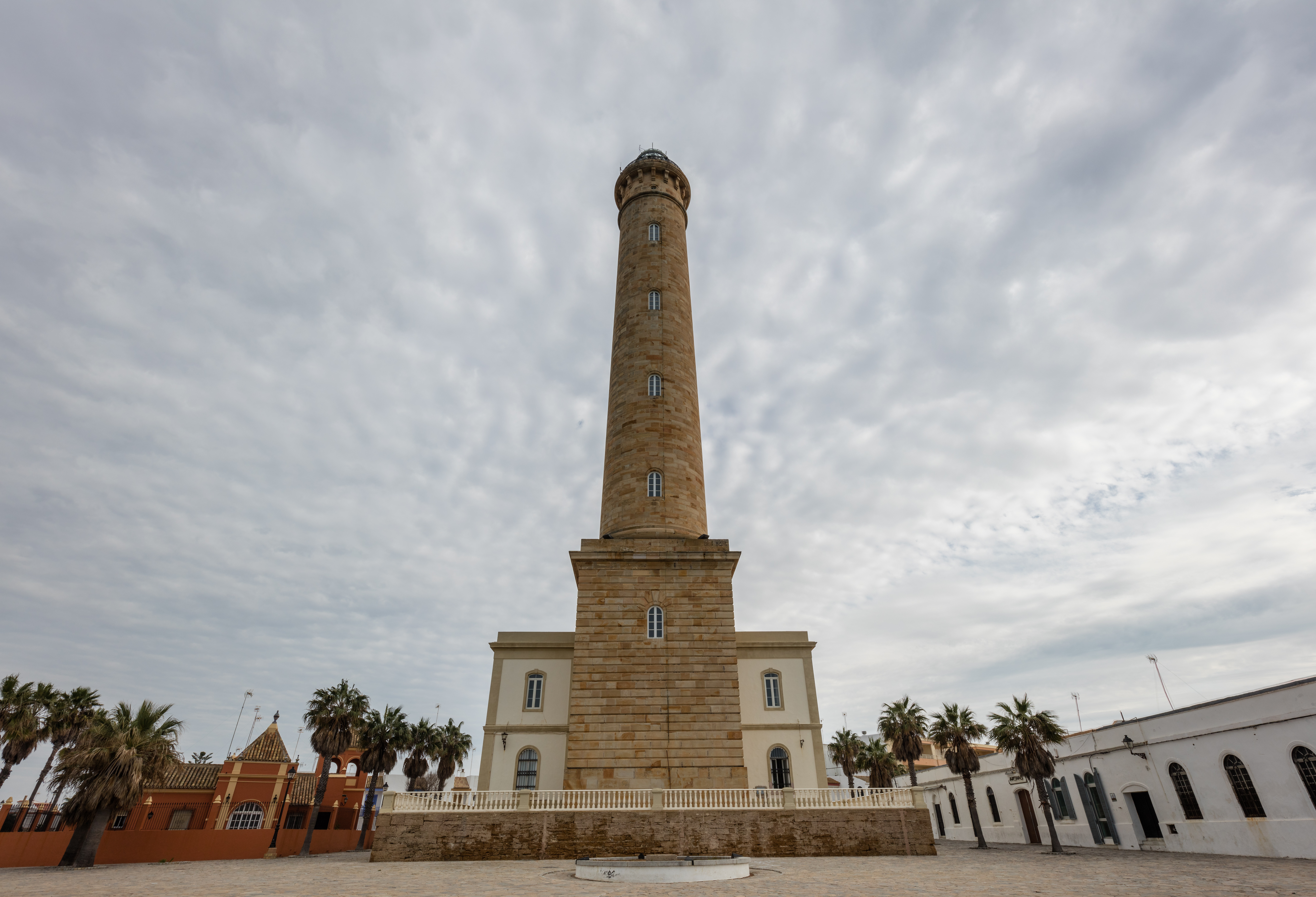
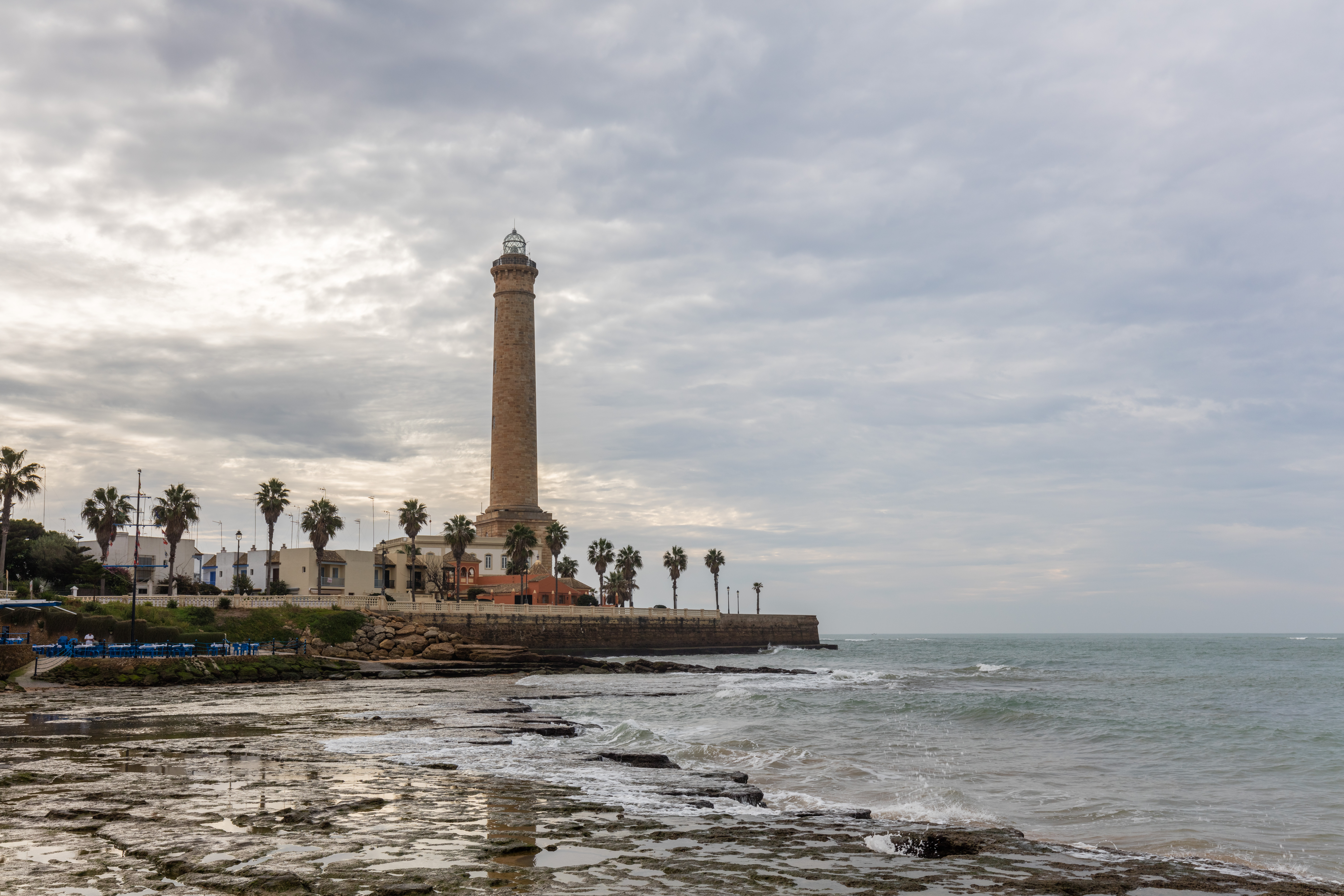
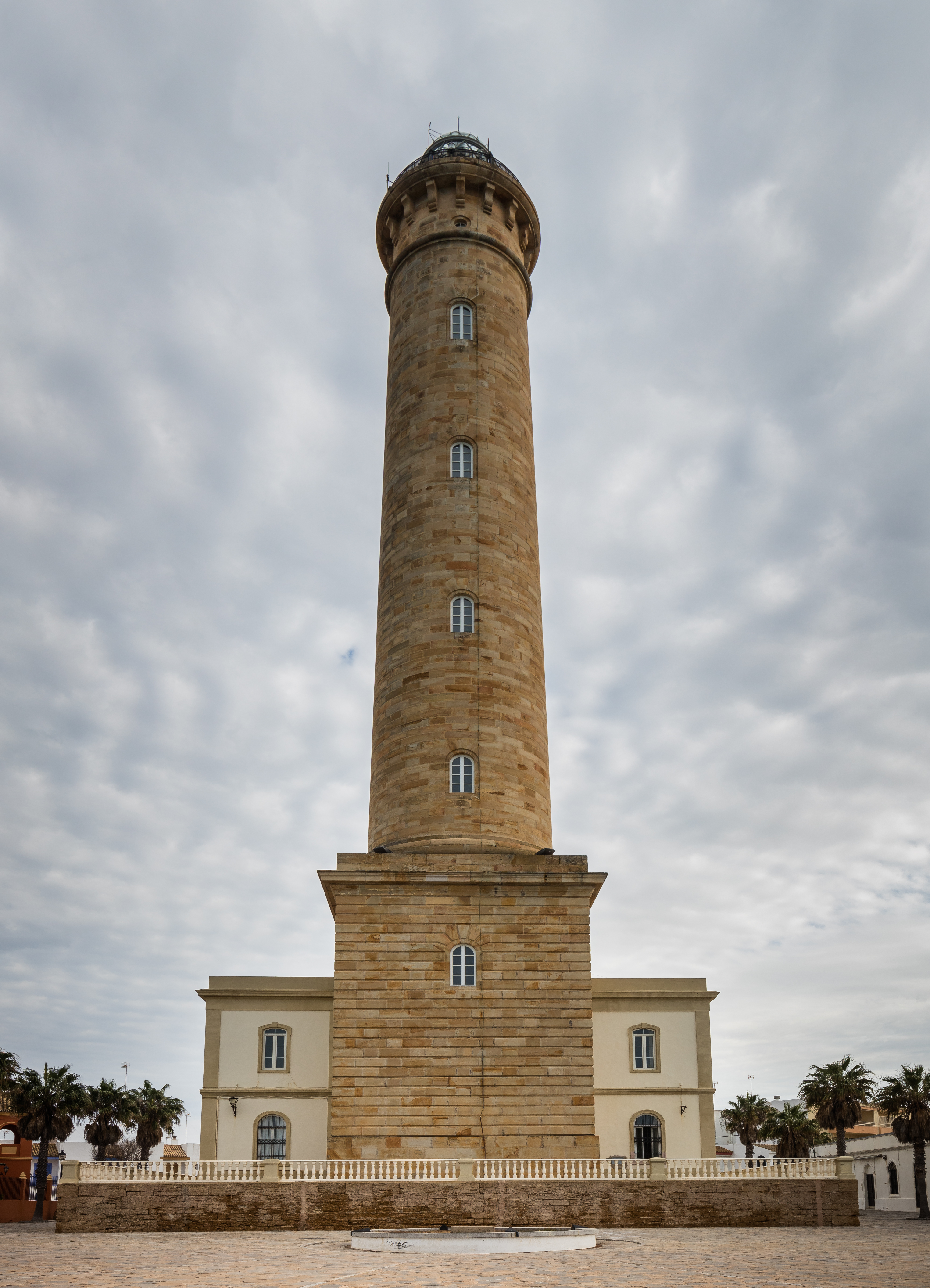
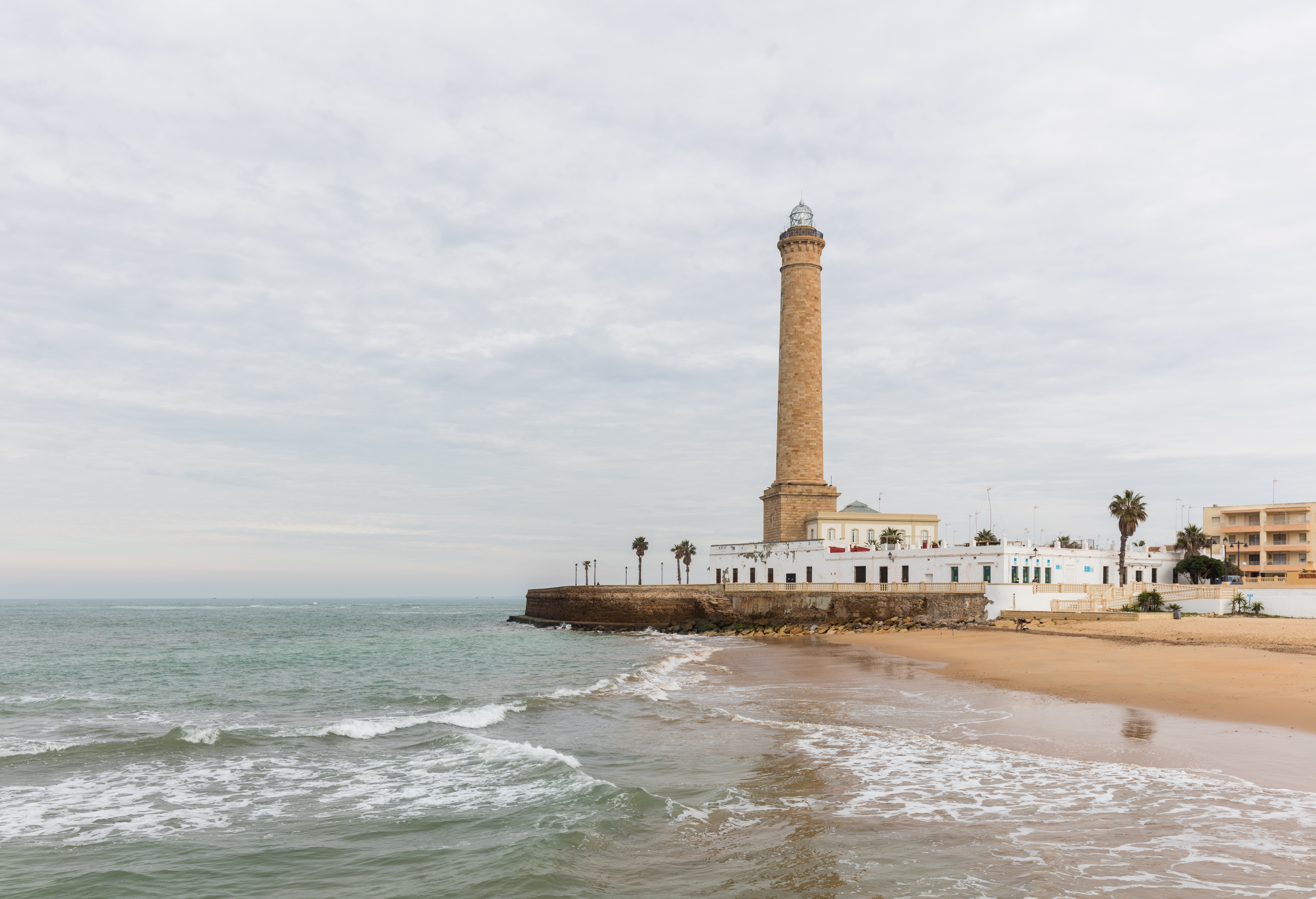
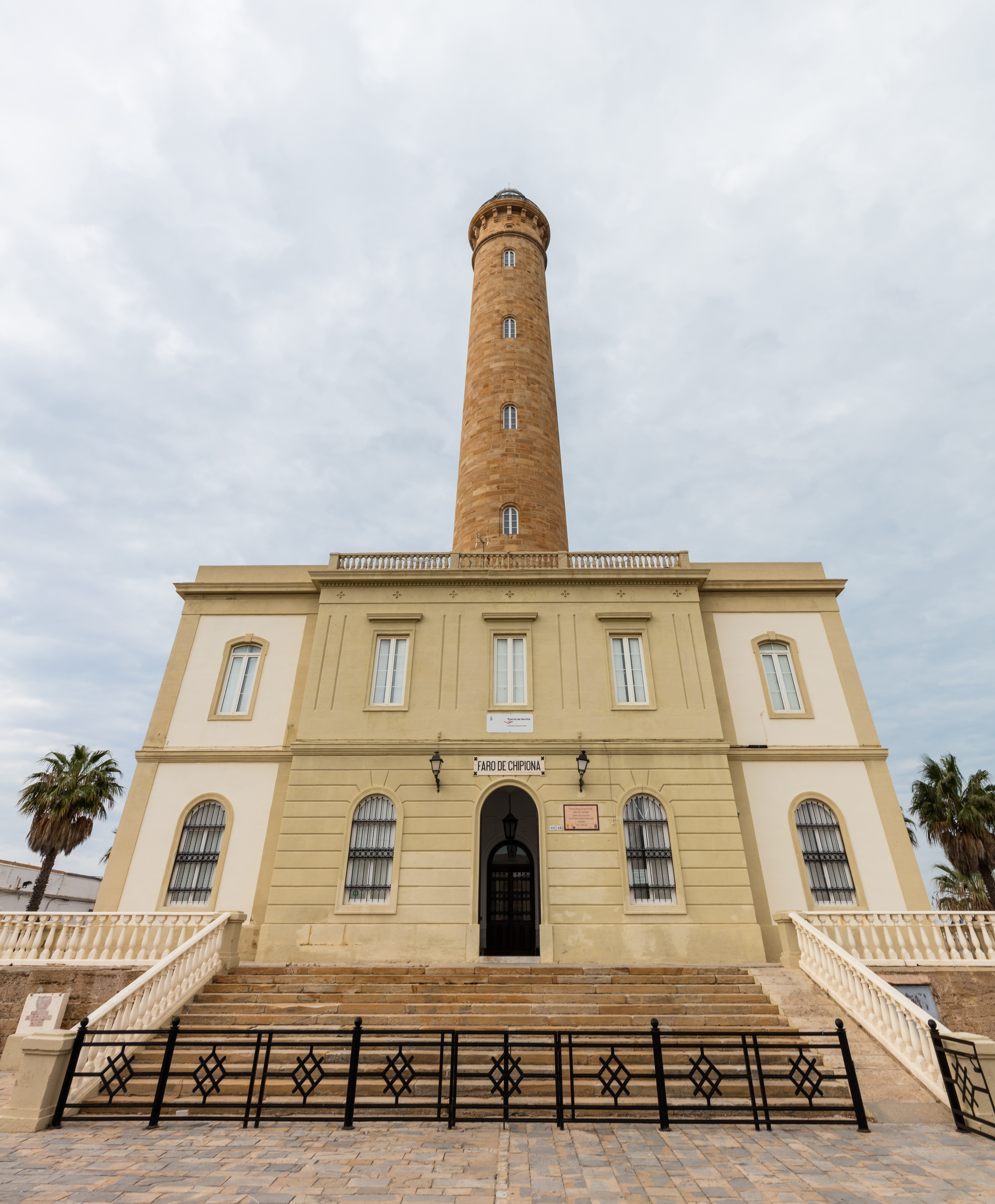
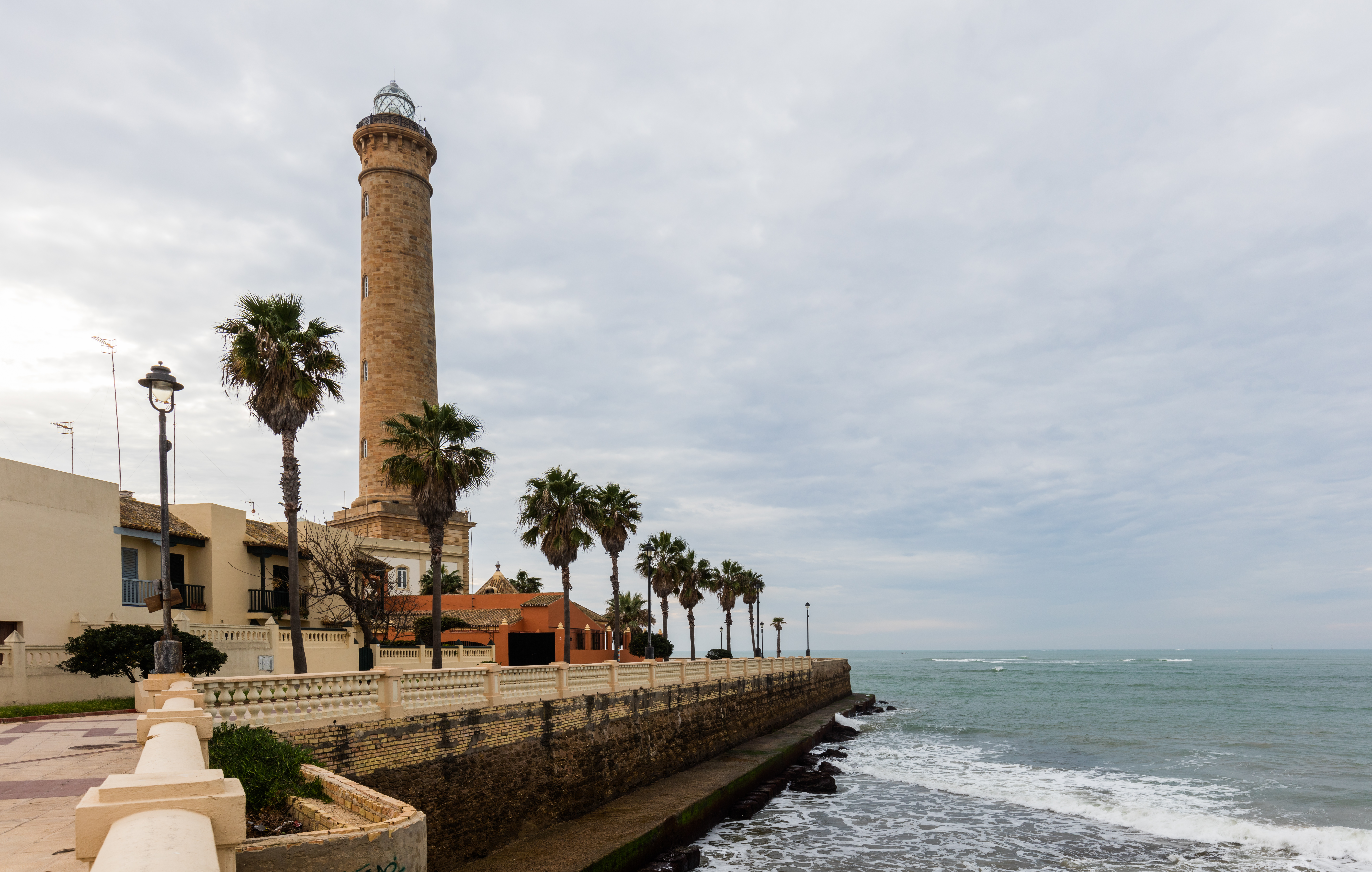
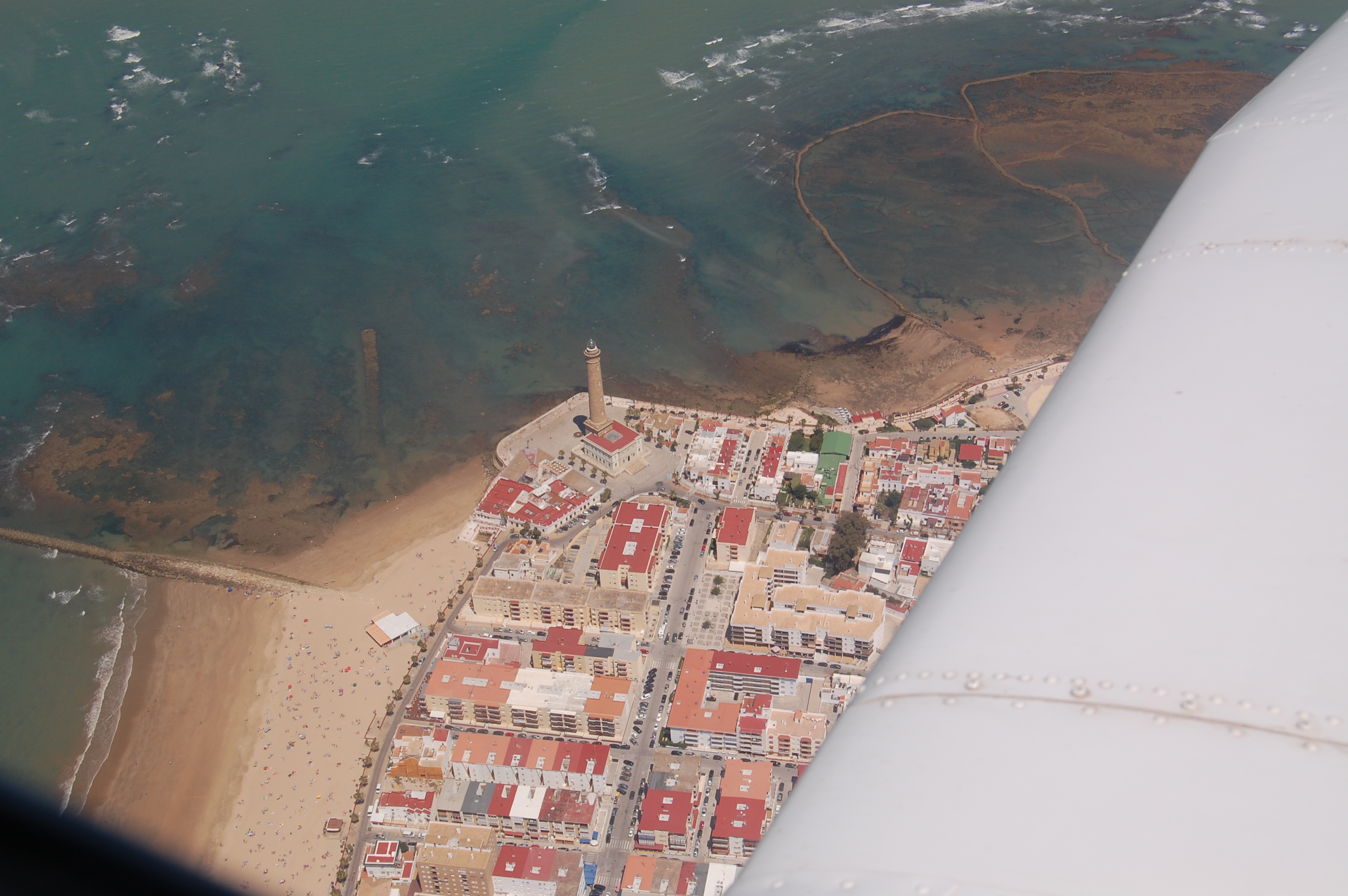
Vista aérea del faro.